# فیلتر کوکو
فیلتر کوکو یک ساختار داده احتمال‌گرا برای بررسی عضویت عناصر در یک مجموعه است. این فیلتر شباهت زیادی به فیلتر بلوم دارد، با این تفاوت که قابلیت حذف عناصر را نیز فراهم می‌کند و در برخی موارد کارآمدتر از فیلتر بلوم عمل می‌کند.
این ساختار در سال ۲۰۱۴ توسط بینه فَن، دیوید اندرسون و مایکل کامرون از دانشگاه کارنگی ملون معرفی شد.

## ویژگی‌ها
فیلتر کوکو برای تعیین اینکه آیا یک عنصر خاص در مجموعه وجود دارد یا خیر، از هش و جدول کوکو استفاده می‌کند. این فیلتر اجازه می‌دهد که تا حدودی با احتمال خطا، بررسی شود که یک عنصر در مجموعه وجود دارد یا نه، اما از این جهت که می‌تواند عناصر را از فیلتر حذف کند، نسبت به فیلتر بلوم برتری دارد.
فیلتر کوکو بر اساس الگوریتم هش کوکو ساخته شده و از یک جدول هش با چند خانه استفاده می‌کند که هر عنصر در یکی از دو جای ممکن قرار می‌گیرد. اگر هر دو مکان پر باشند، یکی از عناصر موجود "جا‌به‌جا" شده و عنصر جدید جای آن قرار می‌گیرد؛ این فرآیند مشابه پرش کوکو از لانه‌ای به لانهٔ دیگر است، و دلیل نام‌گذاری این ساختار نیز همین است.

## مزایا
- پشتیبانی از حذف عنصرها – برخلاف فیلتر بلوم
- بهره‌وری بالا در فضای ذخیره‌سازی
- سرعت بالا در عملیات جستجو و درج
- امکان استفاده در سیستم‌های با منابع محدود مانند شبکه‌های کامپیوتری و کش‌ها

## محدودیت‌ها
- مانند سایر فیلترهای احتمال‌گرا، امکان بروز مثبت کاذب وجود دارد.
- منفی کاذب در این ساختار به طور معمول وجود ندارد، مگر در صورت بارگذاری بیش از حد یا خطای پیاده‌سازی.
- با افزایش استفاده، احتمال بروز "جا‌به‌جایی‌های زنجیره‌ای" بالا می‌رود که می‌تواند به کاهش عملکرد منجر شود.

## کاربردها
فیلتر کوکو در حوزه‌های زیر کاربرد دارد.
- سیستم‌های کش‌کردن داده
- تشخیص ترافیک ناخواسته در شبکه‌ها
- سیستم‌های فایل توزیع‌شده
- دیتابیس‌هایی که به سرعت جستجو نیاز دارند